# Works Volume 2
Works Volume 2 är det sjätte studioalbumet av den progressiva rockgruppen Emerson, Lake & Palmer, utgivet 10 november 1977.

## Låtlista
Sida ett
1. "Tiger in a Spotlight" (Keith Emerson, Greg Lake, Carl Palmer, Peter Sinfield) - 4:02
2. "When the Apple Blossoms Bloom in the Windmills of Your Mind I'll Be Your Valentine" (Emerson, Lake, Palmer) - 3:56
3. "Bullfrog" (Ron Aspery, Colin Hodgkinson, Palmer) - 3:49
4. "Brain Salad Surgery" (Emerson, Lake, Sinfield) - 3:05
5. "Barrelhouse Shake-Down" (Emerson) - 3:55
6. "Watching Over You" (Lake, Sinfield) - 3:54

Sida två
1. "So Far to Fall" (Emerson, Lake, Sinfield) - 4:55
2. "Maple Leaf Rag" (Scott Joplin, arr. Emerson) - 2:00
3. "I Believe in Father Christmas" (Lake, Sinfield) - 3:20
4. "Honky Tonk Train Blues" (Meade Lux Lewis, arr. Emerson) - 2:57
5. "Show Me the Way to Go Home" (James Campbell, Reginald Connelly) - 3:40